# Malinowe
Przełęcz Malinowe (834 m) – przełęcz w grzbiecie głównym Pasma Policy, które w regionalizacji fizycznogeograficznej Polski według Jerzego Kondrackiego zaliczane jest do Beskidu Żywieckiego, w nowszej regionalizacji z 2018 roku do Beskidu Żywiecko-Orawskiego. Znajduje się pomiędzy szczytem Naroże (Narozie, 938 m) a szczytem Judaszka (841 m), blisko tego ostatniego. Na mapie Compassu i w przewodniku turystycznym jest to przełęcz między Judaszką a Soską.
Na Przełęczy Malinowej znajduje się obelisk upamiętniający walki partyzanckie w czasie II wojny światowej. Na południowych stokach przełęczy znajduje się Polana Malinowa, a na niej kapliczka Matki Boskiej AK-owskiej oraz mauzoleum partyzanckie.
Przez Malinowe biegnie granica między miejscowością Skawica (stok północny) i Sidzina (stok południowy), obydwie w województwie małopolskim, powiecie suskim.

## Szlaki turystyczne
Przez Przełęcz Malinowe biegnie Główny Szlak Beskidzki. Na przełęczy odchodzi od niego niebieski szlak do Sidziny.
 Jordanów – Bystra Podhalańska – Drobny Wierch – Judaszka – Przełęcz Malinowe – Naroże – Soska – Krupówka – Urwanica – Okrąglica – Kucałowa Przełęcz. Suma podejść 830 m, suma zejść 170 m, czas przejścia 5 godz., z powrotem 4 godz. 15 min.
 Sidzina – Binkówka – Przełęcz Malinowe. Suma podejść 730 m, czas przejścia 1 godz. 45 min.